# 42-е Народное собрание Болгарии
42-е Народное собрание Болгарии — созыв Народного собрания Болгарии, работающий в стране с 21 мая 2013 по 6 августа 2014. Выборы в 42-е НС проводились на три месяца ранее положенного срока. Причиной была отставка предыдущего правительства после масштабных протестов февраля 2013, вызванных резким повышением цен на электроэнергию.
42-м НС голосами партий БСП, ДПС и Атака было выбрано 89-е правительство Болгарии с министр-председателем Пламен Орешарски. Летом 2014 коалиция между партиями, поддерживающими кабинет министров, распалась из-за внутренних противоречий и неудовлетворительных результатов этих партий на выборах в Европейский парламент, которые прошли в Болгарии 25 мая 2014 . Сложная экономическая, политическая, общественная и социальная обстановка вынудили министр-председателя Пламен Орешарски подать в  отставку кабинета 23 июля, которая была принята 42-м НС следующим днëм. 6 августа 2014 42-е НС было распущено указом президента Болгарии Росеном Плевнелиевым.

## Выборы и политическое представительство
Парламентские выборы проводились 12 мая 2013. В них участвовали 45 политических партий Болгарии. Проголосовали 51,33 % (3 632 174) из имеющих право на голос 6 919 260 граждан. 90 047 из поданных бюллетеней оказались недействительными. Общее количество действительных голосов составило 3 541 745. В 42-е национальное собрание вошли четыре политические силы, результаты которых распределяются так:
| Партия                                                    | Идеология                                          | Результаты выборов | Результаты выборов | Результаты выборов | Мандаты |
| Партия                                                    | Идеология                                          | голоса             | %                  | %                  | Мандаты |
| Партия                                                    | Идеология                                          | голоса             | из голосов         | представительства  | Мандаты |
| --------------------------------------------------------- | -------------------------------------------------- | ------------------ | ------------------ | ------------------ | ------- |
| Граждане за европейское развитие Болгарии                 | Правоцентризм, либерализм                          | 1 081 605          | 30,54 %            | 40,31 %            | 97      |
| Коалиция за Болгария (Болгарская социалистическая партия) | Левоцентризм, консерватизм                         | 942 541            | 26,61 %            | 35,13 %            | 84      |
| Движение за права и свободы                               | Центризм (партия турецкого меньшинства в Болгарии) | 400 466            | 11,31 %            | 14,93 %            | 36      |
| Атака                                                     | Ультраправые, консерватизм                         | 258 481            | 7,30 %             | 9,63 %             | 23      |
| Всего                                                     | Всего                                              | 2 683 093          | 75,65 %            | 100,00 %           | 240     |
| Общ брой действительных голосов                           | Общ брой действительных голосов                    | 3 541 745          |                    |                    |         |

Председатель 42-о болгарского парламента был Михаил Миков из Коалиция за Болгария (Болгарская социалистическая партия).